# فلوريان هيل
فلوريان هيل (بالألمانية: Florian Hill)‏ هو متسلق الجبال ألماني، ولد في 9 أبريل 1984 في فايلبورغ في ألمانيا.

## وصلات خارجية
- الموقع الرسمي